# Delftsche Groenteveiling

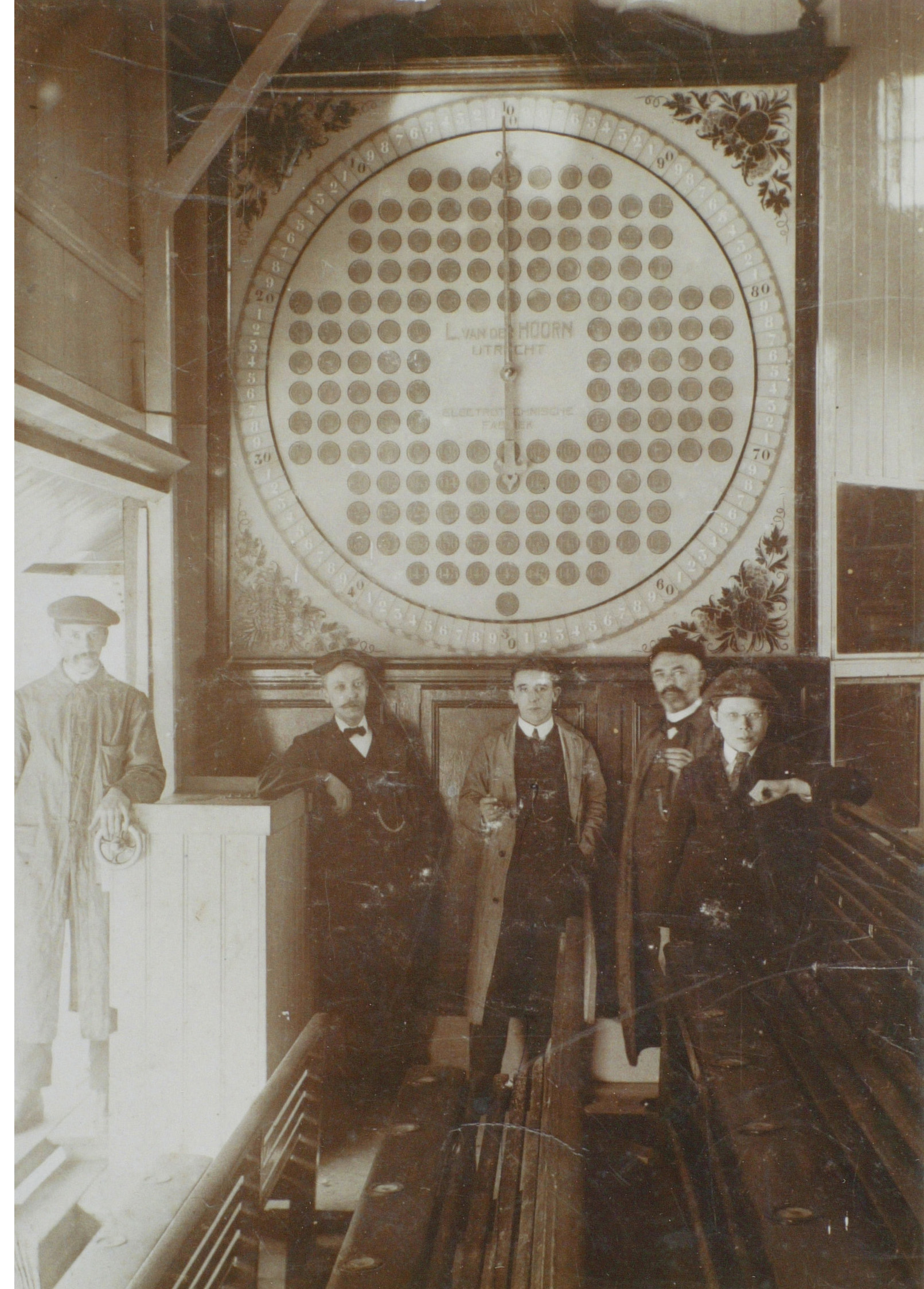
Veilingklok Westvest Delft, ca. 1915

De Delftsche Groenteveiling was van 1901 tot 1973 een veiling voor groenten en fruit uit de omgeving van Delft.

## Geschiedenis
Aan het einde van de negentiende eeuw groeide de productie van groenten en fruit in het Westland aanzienlijk. Tuinders in de regio vervoerden agrarische producten met behulp van marktschippers naar markten in de omgeving of verkochten ze aan handelaren. 
Om minder afhankelijk te zijn van de biedingen van handelaren begonnen tuinders hun producten te veilen. Kleinschalige veilingen vonden onder andere vanaf 1892 plaats in de herberg van Ful van Rijt aan de Hoornsewal in Den Hoorn.

### 1901 - 1921

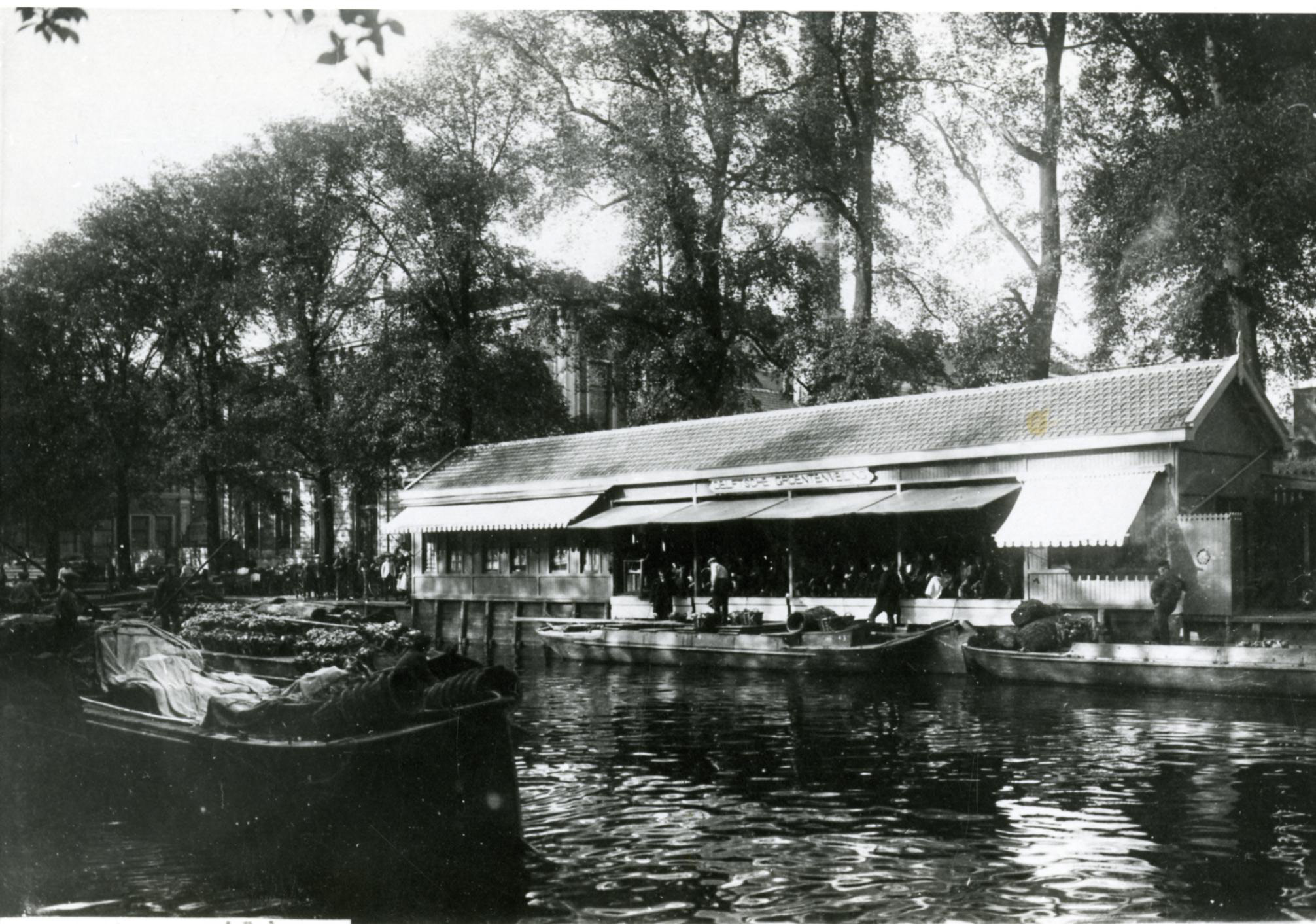
Delftsche Groenteveiling aan de Westvest (ca. 1905)

In 1901 richtten twaalf tuinders de Coöperatieve Warmoeziersvereniging "De Delftsche Groentenveiling" op. De eerste veiling vond op 22 april 1901 plaats. Aan het eind van het jaar was het ledental tot 27 gegroeid. De eerste twee jaar werden de producten vanuit een pand aan de Buitenwatersloot 155 geveild. De ruimte bleek spoedig te klein. In 1903 huurde de vereniging een stuk grond aan de Westvest nabij de Buitenwatersloot, waar een veilinggebouwtje werd opgericht. Kopers namen plaats op een tribune terwijl de tuinders hun producten op platte schuiten voorbij lieten varen. In 1907 telde de veiling al meer dan 150 leden. De Westvest werd te klein; schippers moesten vaak uren wachten vanwege de drukte op het water en ook de relatief kleine spoorhaven veroorzaakte regelmatig opstoppingen.

### 1921 - 1973

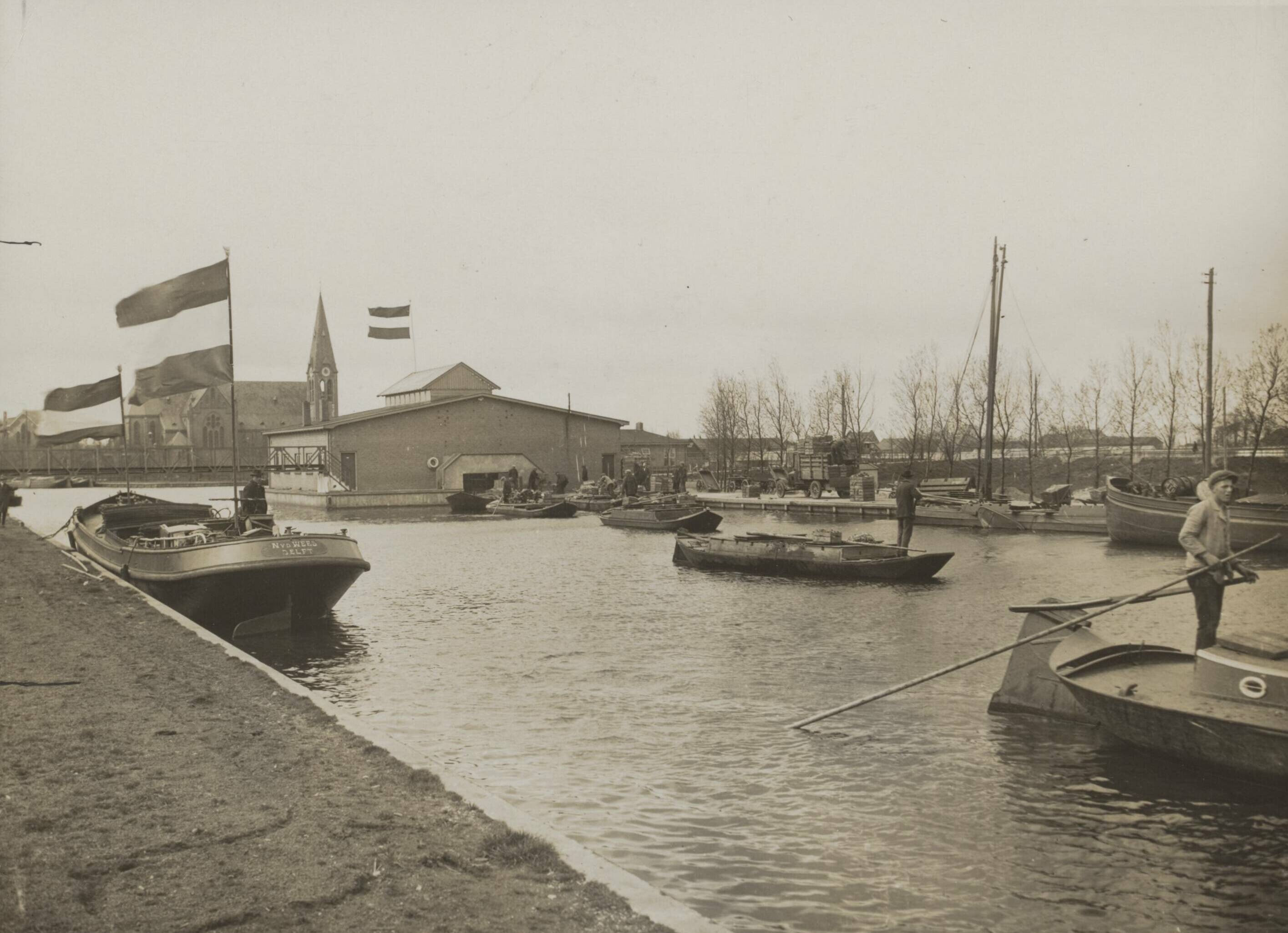
Delftsche Groenteveiling te Den Hoorn (Voorhaven), 1926. Het veilinggebouw kon met schuiten ingevaren worden. In 1963 werden het gebouw en de havens vervangen door een nieuw veilingcomplex. Veiling en omliggend terrein zijn in 1995 gewijzigd in woongebied.

Toen de Westlandsche Stoomtramweg Maatschappij in 1912 een tramlijn aanlegde van Delft naar Maasland, was dat de gelegenheid voor een nieuwe locatie. Na aanvankelijke onenigheid onder de leden liet de vereniging aan de Hoornseweg in Den Hoorn op een stuk grond van 7 hectare een doorvaarbaar veilinggebouw, verschillende havens en loodsen aanleggen. Het veilinggebouw bood plaats aan 150 handelaren. De spoorlijn van de Westlandsche Stoomtramweg Maatschappij werd gebruikt voor de afvoer van de producten. Ondanks de verhuizing naar Den Hoorn bleef de naam Delftsche Groenteveiling behouden. De veiling was er vanaf 1 juni 1921 in bedrijf (de omzet in dat jaar bedroeg bijna twee miljoen gulden) en groeide uit tot een van de belangrijkste veilingen voor komkommers en tomaten van Nederland. Door de groei na Tweede Wereldoorlog werd de veiling te klein, en omdat het wegvervoer het overnam van de aanvoer via het water werden de havens in de jaren 1960 grotendeels gedempt. In 1963 werd een aan de eisen van de tijd aangepaste veiling in gebruik genomen.
Op 9 april 1973 vond de laatste veiling plaats in Den Hoorn. Veiling Westerlee en de Delftsche Groenteveiling waren een fusie aangegaan en de veiling verhuisde naar Westerlee in De Lier onder de nieuwe naam Veiling Delft-Westerlee.

## Wetenswaardigheden
- De groenteveiling was een veiling bij afslag
- Na de verhuizing van de veiling naar De Lier werd het terrein sinds 1976 gebruikt als opslagplaats voor geïmporteerde Mazda auto's. In het veilinggebouw zat een handelaar in glas- en aardewerk.[5]
- In de jaren 1990 werd er een woonwijk gebouwd. De straatnamen herinneren nog aan de veiling.